# Etnias de Malí

Regiones de Mali

La población de Mali, estimada en 19,6 millones de habitantes en 2019 (la última comprobada era de 14,85 millones en 2013), consiste en grupos étnicos subsaharianos, entre los que los más abundantes son los bambara. Estos grupos comparten tradiciones históricas, culturales y religiosas, con excepción de dos etnias del norte que son nómadas, los tuareg y los moros (aplicado a los bereberes de África del Norte occidental), de orígenes árabo-bereberes y que son mayoritarios en Mauritania. En Mali y Níger, los moros nómadas son conocidos también como árabes azawad, originarios de la región del Sahara llamada Azawad, que cubre Níger, el nordeste de Mali y el sur de Argelia, y hablan la lengua hassanía.
Por orden de población, las principales etnias son: bambara 34.1%, fulani (peul o fula) 14.7%, soninké 10.8%, senufo 10.5%, dogón 8.9%, mandinga 8.7%, bobo 2.9%, songhai 1.6%, tuareg 0.9%, otros malienses 6.1%, otros originarios de África occidental, 0,3% y otros países 0,4%.
Los bambara, como los soninké, los sosso, los diula, los bozo y los yalunka forman parte del grupo de etnias mandinga, de los cuales el pueblo mandingo, es uno de sus descendientes. Los mandinga son más de 30 millones y viven entre las costas de Guinea y el Sahel.

### Grupos étnicos

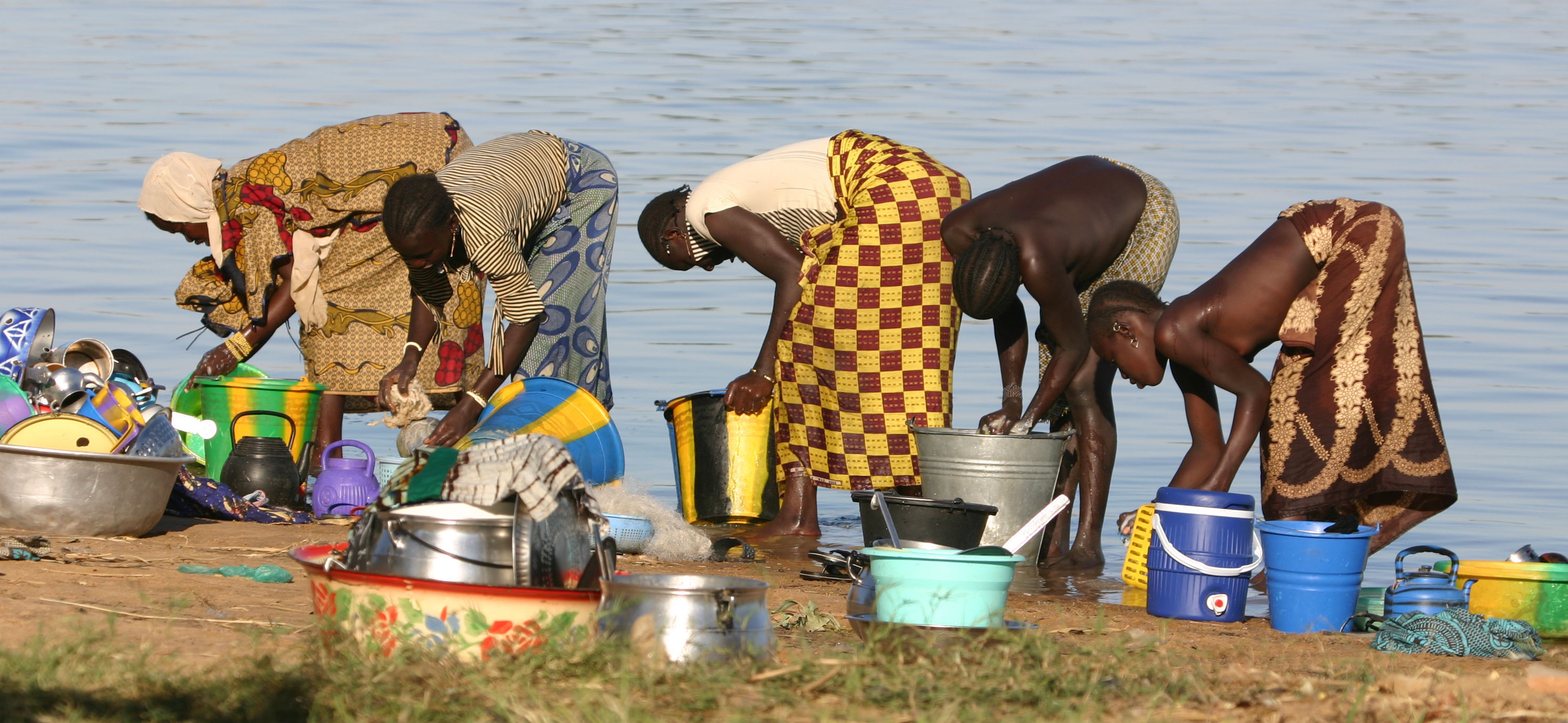
Mujeres del pueblo bobo a orillas del río Níger, en Djenné

El perfil porcentual de las distintas etnias está estimado en 2012-2013. Cerca de la mitad de la población pertenece al grupo mandinga, entre ellos los bambara, que viven en el sur y centro del país, a lo largo del valle del Níger. El 80 por ciento de los malienses hablan idioma bambara, una lengua mandinga, como lengua franca, especialmente en el oeste, centro y sur.
El 94,8% de la población es musulmana, el 2,4% son cristianos, el 2% son animistas, y el resto no se conoce.
- Bambara Unos 6 millones. Este nombre, dado por los colonizadores europeos, significa 'los que rechazan ser dominados'. Viven desde el oeste hasta el centro-este del país, mezclados con otras etnias y divididos en clanes definidos por la región en la que viven: Segú, Niono, Kulikoró (antigua Beledougou), el viejo reino de Kaarta, etc. El Imperio bámbara existió entre los siglos XVII y XVIII, hasta la invasión de los tuculor. Son agricultores y granjeros. Su cultivo principal es el mijo, al que siguen el sorgo y los cacahuetes. Crían vacas, ovejas, cabras, caballos y gallinas. A veces, los pastores fulani se encargan de su ganado. Sus casas son más grandes que las de otras etnias, y pueden albergar hasta 60 miembros de la familia. Predominan las escuelas islámicas aunque a menudo los trabajos en la granja impiden su asistencia. Las familias tienen una media de 8 hijos. Conservan algunas creencias animistas.[8]

- Fulani Unos 2 millones. Viven sobre todo en la zona del delta interior del Níger, donde la mayoría hablan el idioma fula, y en el este del país. Algunos son pastores nómadas, mientras que otros sn agricultores sedentarios. Su vivienda habitual es una choza redonda con paredes de barro y tejado de paja. Las aldeas tienen en el centro un patio o una mezquita. Los nómadas viven en casas abiertas, sin paredes, junto al corral del ganado. El matrimonio lo pactan las familias, y es común la poliginia, hasta con cuatro esposas, como marca el islam. Los tuculor serían una rama de los fulani que viven en la zona del río Senegal.

- Soninké o saracolé. Más de 1 millón. Viven en el noroeste, en la zona saheliana en la cuenca del río Senegal. Son descendientes del Imperio de Ghana que viven en la región hace miles de años, sometidos a un rígido sistema de castas.

- Senufo Más de 1 millón. Viven en el sudeste de Mali, donde están cerca de la mayor población en Costa de Marfil y el río Volta medio. La mayoría son granjeros sedentarios, aunque muchos han emigrado a las ciudades e incluso a Francia. Se dividen en cinco subgrupos o tres si se dividen por zonas, de norte (mamara), centro y sur. Han resistido al islam más que otros pueblos y muchos practican religiones tradicionales. Son granjeros de subsistencia, cultivan arroz, ñame, cacahuetes y mijo. El mejor cultivador se llama sambali. Tienen muy desarrollado el concepto de comunidad y existe una sociedad secreta masculina que los caracteriza.

- Dogón Más de 500.000. Viven en zonas remotas de Mali, al sur, cerca de Burkina Faso. En las diferentes comunidades dogón se hablan una veintena de lenguas. Su territorio incluye una meseta rocosa al oeste y una llanura arenosa al este, separadas por un acantilado de 400-700 m. Empezaron viviendo en cuevas en los acantilados de Bandiagara, a salvo de las cacerías de esclavos practicadas por los fulani. Hay varios grupos: los jamsay, los tomo kan, los tombo, los toro so, etc. La mayoría son musulmanes, pero siguen practicando el animismo.

- Songhai Más de 500.000. Viven en el sudeste de Mali, en el valle del Níger, desde Djenné hasta Ansongo, aunque hay grupos nómadas dispersos por otros países. Son granjeros de subsistencia, descendientes del Imperio de Gao. Entre los subgrupos, los sorko son pescadores, los fono viven en las zonas septentrionales del lago Débo, en la frontera con Níger, los gao viven en la sabana herbácea, los sohanti son una casta de magos. Los hombres cultivan los campos y las mujeres las huertas. Son musulmanes sunitas.

- Tuareg Más de 150.000. Viven en el norte, junto con los árabo-bereberes o moros, que emigran entre Mali y Mauritania. Son pastores de cabras y ovejas, y transportan las mercancías a lomos de camellos y burros. Los moros se dividen, como en Mauritania, en blancos o beidanes, dominantes, y negros, o haratines, descendientes de esclavos. Son msusulmanes, hablan hassanía y ambos practican la cultura árabo-bereber. Según Joshua Project, habría dos grupos tuareg, con más de 400.000 individuos, que se diferencia por el idioma: los tamashaq y los tamasheq, que se mueven entre Mali y Argelia. Dependen del ganado para sobrevivir. Los nómadas viven en tiendas de diez metros cuadrados, transportan su casa a lomos de dos camellos y el resto de enseres a lomos de dos asnos. En el sur, muchos se han convertido en granjeros que viven en pueblos rodeados de campos de cultivo.

- Bozo. Más de medio millón. Bozo, para los bambara, significa casa de paja, en referencia a las viviendas temporales construidas para pescar. En realidad, son tres pueblos distintos que hablan cuatro variedades del idioma bozo. Viven en las llanuras inundables de los río Níger y Bani, en casas rectangulares de ladrillo. Son pescadores (conocidos como los maestros del agua), aunque también cultivan arroz y mijo.[9] Hay otro grupo de pescadores en Mali llamados somono, pero son una mezcla étnica de otros pueblos: bambara, soninké, bozo, etc.

- otros malienses. Pequeños grupos: wolof, mossi, hausa, etc.

- de la comunidad de estados africanos

- de otros países

### Perfil demográfico
El 90% de la población de Mali vive en el sur, entre los ríos Níger y Senegal, lejos del Sahara. El 68% es rural, con un 5 a 10% nómadas. La edad media se estima en torno a 15,9 años, con una tasa de natalidad de 6,4 hijos por mujer, la tercera más alta del mundo, y una mortalidad de 5,87 por cada 1000 nacimientos.
Se espera que la población se doble en 2035, debido a la alta tasa de fertilidad permanente, que empieza a muy temprana edad, y a la falta de educación de las mujeres, a la pobreza y al escaso uso de métodos anticonceptivos.
Mali tiene una larga historia de emigraciones debido a la pobreza, los conflictos, la presión demográfica, el desempleo, la inseguridad alimentaria y las sequías. Muchos malienses de las zonas rurales emigran a las ciudades o pueblos cercanss durante el periodo seco en busca de trabajo. Los pastores se desplazan hacia el sur en busca de pastos. Algunos se van a los países vecinos, como Costa de Marfil. Desde los años 1990, Mali es país de paso para ir a Europa, y los traficantes explotan las rutas de paso para el contrabando de drogas, armas o tabaco.

### Conflicto tuareg
En 2012, un conflicto armado llevó a los tuareg a declarar la secesión de una amplia región del Sahara, convertida en un nuevo estado llamado Azawad. El retorno de los milicianos que estaban luchando en Libia en 2011 llevó a los tuareg a rebelarse en enero de 2012, y tropas de rango medio derrocaron al presidente Amadou Toumani Toure. Los esfuerzos de la Comunidad Económica de los Estados de África Occidental devolvieron el poder a la administración civil con el nombramiento de Dioncounda Traoré como presidente interino durante cinco meses. Durante el golpe, los rebeldes expulsaron al ejército de las tres regiones del norte de Mali, que quedaron en manos de los militantes islámicos, provocando la huida de cientos de miles de malienses hacia el sur y los países vecinos, sobre todo Mauritania, Níger y Burkina Faso. Una intervención militar internacional liderada por Francia recuperó la mayor parte del territorio en un mes, y en 2013, en unas elecciones, fue elegido presidente Ibrahim Boubacar Keïta, actualmente en el cargo. En junio de 2015 se firmó un acuerdo de paz, pero en 2017 se habían consolidado en el norte tres de las principales organizaciones terroristas, que trataban de unirse. Keïta fue reelegido presidente en 2018.